# 龍龜

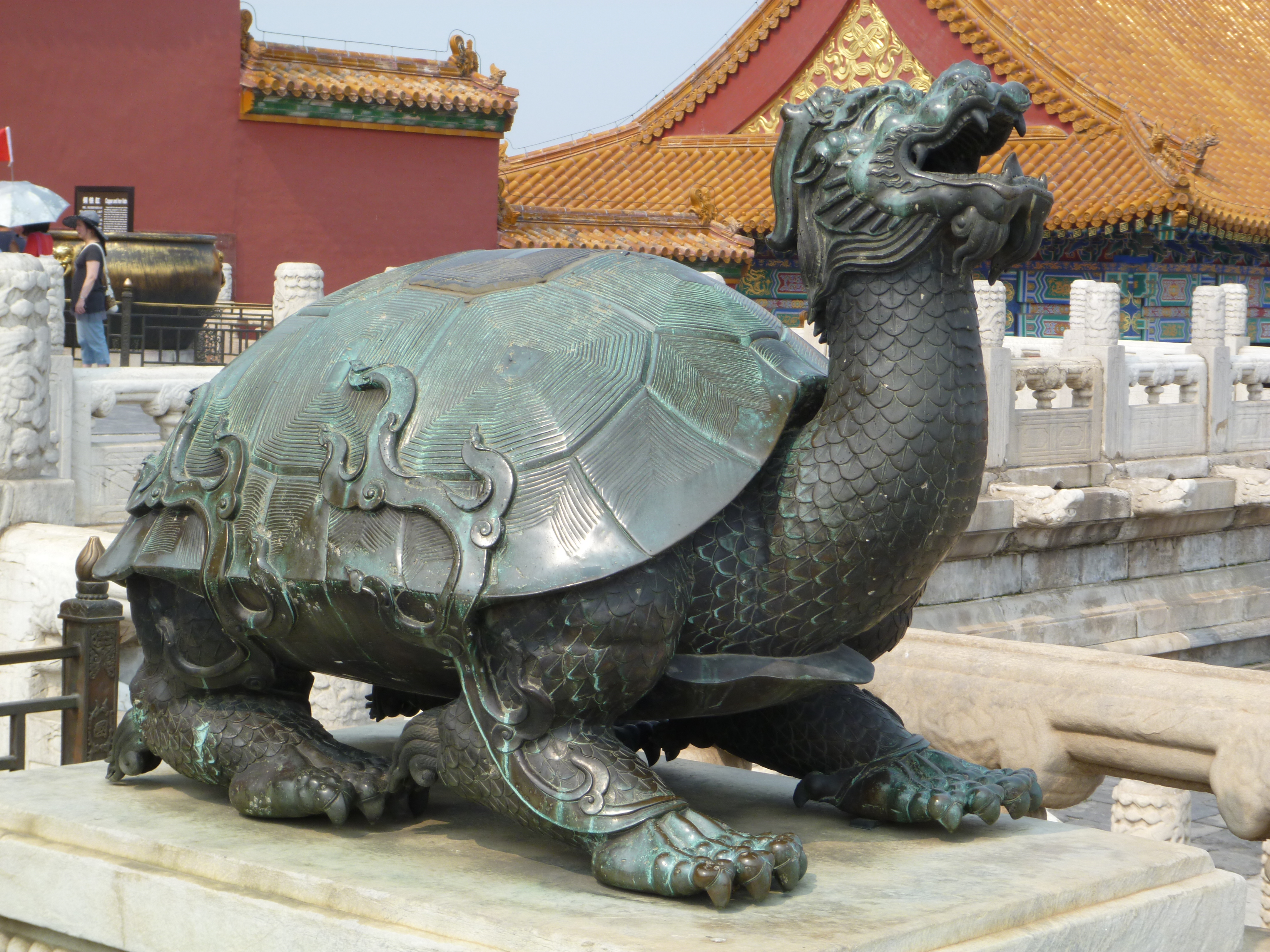
龍龜

龍龜為中國傳說神獸，是一種兼具龍和龜形態的生物，結合了中國神話中四種天體動物中的兩種，模樣為龍首、龍足、龍尾，身為龜甲。相傳「龍馬負圖、神龜負書」中，神龜即是龍龜。與贔屭形象不同，二者同為神獸，然而龍龜為龍首，贔屭則是龜首；另外龍龜在民俗上作為鎮宅、招財之用，贔屭則是馱碑。

## 起源
相傳為古代神龍所生之子，背負河圖洛書，揭顯天地之數，物一太極，上通天文，下知地理，中和人世。世傳龍生九子不成龍，其中一子頭似龍，形似龜，在民間稱之為龍龜。

## 文化意義
- 龍龜代表著榮譽和地位，是能耐、負重、長壽、權威的象徵
- 龍龜諧意「榮歸」，功成名就、榮歸故里。